# Hidrazona
Una hidrazona és un compost químic orgànic que té l'estructura {\displaystyle {\ce {RR'C=N-NH2}}}. Les hidrazones poden considerar-se derivades d'aldehids o cetones per substitució de l'oxigen {\displaystyle {\ce {=O}}} per {\displaystyle {\ce {=N-NH2}}}.
Les hidrazones s'anomenen, d’acord amb la nomenclatura de classe funcional, col·locant el nom de classe hidrazona com a paraula separada (i la preposició i l’article que convinguin), abans del nom de l’aldehid o la cetona corresponent. Per exemple, hidrazona del propanal {\displaystyle {\ce {CH3-CH2-CH=N-NH2}}}, hidrazona de la propanona {\displaystyle {\ce {CH3-C(=N-NH2)-CH3}}}. De manera substitutiva, s'anomenen mitjançant el prefix «hidrazono–» unit al nom de l’hidrur fonamental o prefix substituent fonamental adequat.
En l'estructura de les hidrazones destaca el doble enllaç {\displaystyle {\ce {C=N}}}, que es conjuga amb un parell solitari d'electrons de l'altre àtom de nitrogen. Ambdós nitrògens de les hidrazones són nucleòfils i l'àtom de carboni té naturalesa tant electròfila com nucleòfila. L'α-hidrogen de les hidrazones és més potent que el de les cetones àcides. La combinació d'hidrazones amb un altre grup funcional condueix a compostos amb caràcter físic i químic únic. Per les seves propietats biològiques i farmacològiques, es consideren importants per a la síntesi de compostos heterocíclics.
Les hidrazones són sòlids cristal·lins poc solubles i difícilment hidrolitzables.

## Hidrazones naturals

Giromitrina.
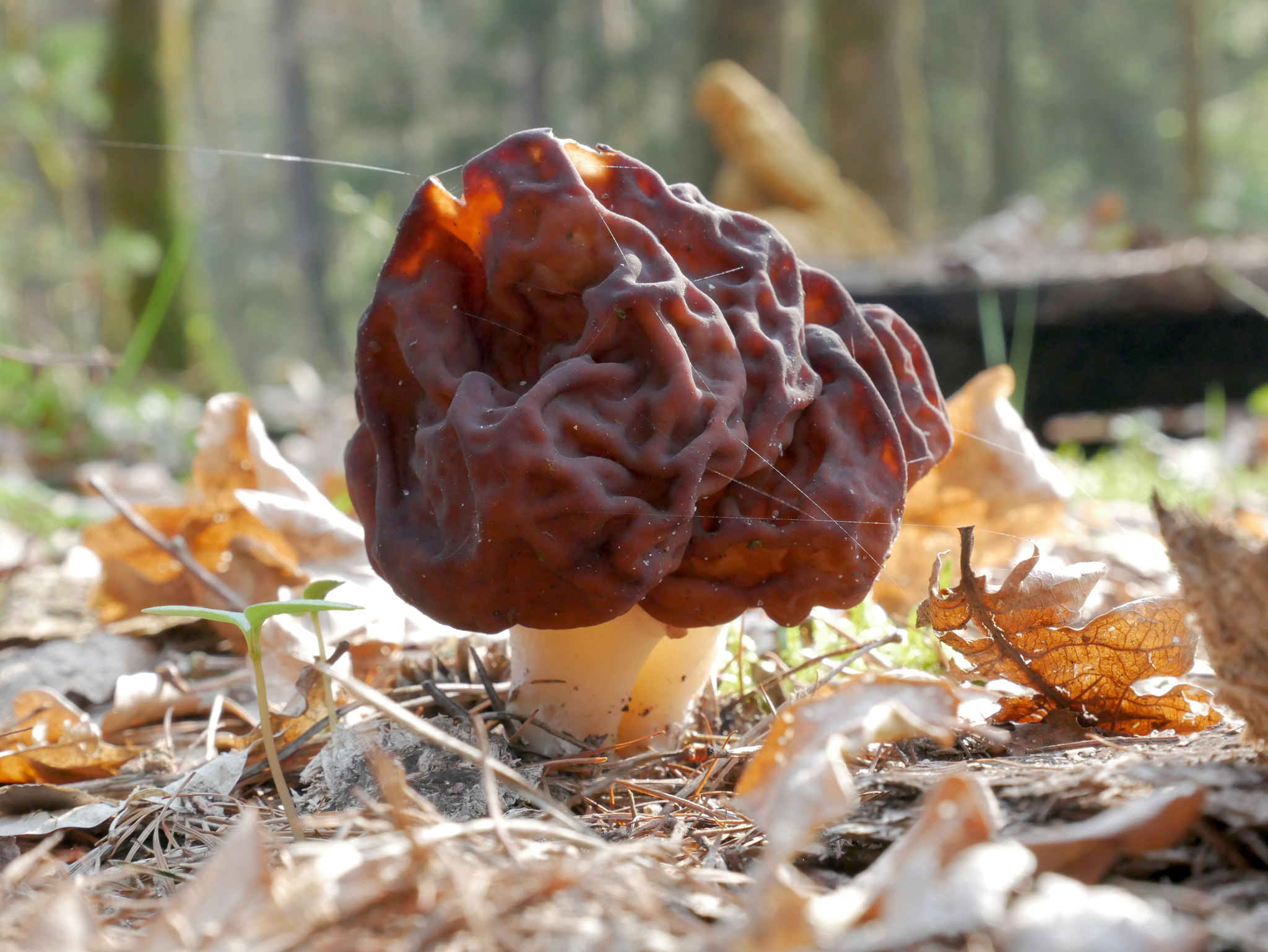
Gyromitra esculenta.

S'han aïllat algunes hidrazones en fongs, plantes i organismes marins, per exemple la giromitrina fou aïllada del bolet de greix (Gyromitra esculenta) l'any 1967. Aquest compost i sis homòlegs superiors es foren identificats com a toxines al bolet comestible salvatge. El gènere de fongs Agaricus han proporcionat diverses hidrazones i hidrazides naturals. La leucoagaricona fou aïllada l'any 1985 d'Agaricus xanthoderma. Les hidrazones schaefferal A i B foren aïllades el 2010 de l'extracte de metanol dels bolets comestibles bola de neu (Agaricus silvicola i Agaricus arvensis). Aquests cromògens són els responsables del desenvolupament d'un color taronja a vermell després de tractar els casquets de determinades espècies d'Agaricus mitjançant la reacció creuada de Schaeffer. Les farilhidrazones B i A, foren aïllades del brou de cultiu del fong Isaria farinosa. El pigment natural taronja rubroflavina fou aïllat de Calvatia rubroflava el 1987 i de Calvatia craniformis l'any 1997. El 1993, la veratrilidenhidrazida fou aïllada de l'extracte de les fulles seques de Wedelia biflora. La psammaplin G fou aïllat l'any 2003 de l'esponja Pseudoceratina purpurea.

Dihidralazina, un antihipertensiu.
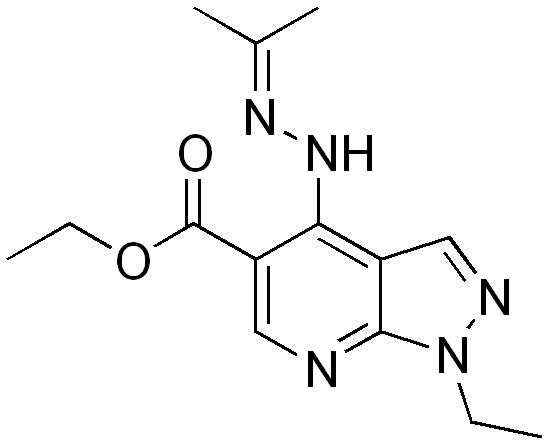
Etazolat, un ansiolític.
Eltrombopag, fàrmac per la trombocitopènia.

## Propietats biològiques i farmacològiques
Les hidrazones naturals o sintètiques posseeixen diverses propietats biològiques i farmacològiques com ara antimicrobianes, antiinflamatòries, analgèsiques, antifúngiques, antituberculars, antivirals, antineoplàstiques, antiplaquetàries, antipalúdiques, antiepilèptics, cardioprotectores, antihelmíntiques, antiprotozoàries, antitripanosomals, antiesquistosomiasi, etc.